# Infanta Isabel (1883)
El Infanta Isabel fue un crucero desprotegido de la Armada Española de la clase Velasco, que recibió su nombre en honor a la infanta Isabel de Borbón y Borbón, hija de la reina Isabel II. Fue el buque más longevo de su clase, ya que estuvo en activo en la Armada hasta 1926, prestando 39 años de servicio.

## Diseño
El crucero desprotegido Infanta Isabel se construyó en los astilleros navales de Cádiz. Su quilla se colocó en 1883 y el barco se botó el 24 de junio de 1885. El barco se completó en 1887. Tenía una chimenea bastante alta. El Infanta Isabel tenía casco de hierro y estaba aparejado como una bricbarca. Carecía de blindaje lateral en su casco.
Sus características generales eran: tripulación de 180 personas, desplazaba 1.190 toneladas. Medía 64 metros de eslora, 9,70 de manga, 5,33 de puntal y 3,86 de calado. Disponía de una máquina de doble presión, con 4 calderas que generaban 1.500 caballos de vapor. También disponía de un aparejo, con tres palos y bauprés y una superficie velica de 1.132 metros cuadrados, posteriormente reducida a 823. Alcanzaba una velocidad de 14 nudos. Llevaba una carga de combustible de 240 toneladas de carbón y podía alcanzar una autonomía de 2.000 millas.
Respecto al armamento, estaba armado con 4 cañones Hontoria de 120 mm, 2 cañones de 70 mm, 4 ametralladoras y dos tubos lanzatorpedos.

## Historial

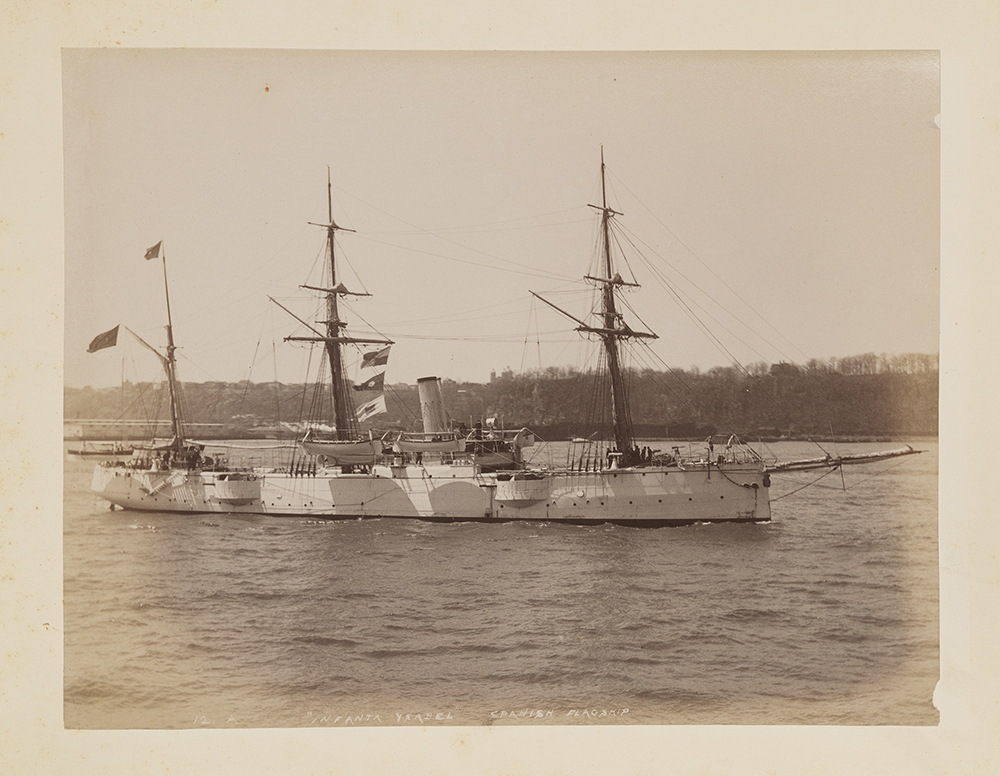
El Infanta Isabel en 1893.

Fue el primer crucero de casco metálico construido en España. En 1895, junto con el Conde de Venadito, participó en las tareas de rescate del pecio del Cristóbal Colón.
Fue destinado en 1887 a la Estación Naval del Río de la Plata, al mando de Joaquín Lazaga. El 10 de julio de ese mismo año, con la ayuda de sus embarcaciones auxiliares rescató a 27 personas de unas desastrosas inundaciones, ganándose el agradecimiento de todos los argentinos, que regalaron una placa al crucero en medio de otras muchas celebraciones. Tres años después, en 1890, al mando de Ramón Auñón, el Infanta Isabel fue la capitana de una división internacional compuesta por buques británicos, estadounidenses y uruguayos, que medió entre los contendientes argentinos enfrentados durante la llamada Revolución del Parque.
El 12 de octubre de 1892 participó en la Parada Naval verificada en Nueva York con motivo del Cuarto Centenario del Descubrimiento de América, al mando del Capitán de Fragata D. Julián García de la Vega. En mayo de 1893 la infanta Eulalia visitó Estados Unidos; viajó primero a Puerto Rico, luego a La Habana, Cuba, y llegó a Nueva York el 18 de mayo en el Infanta Isabel, antes de dirigirse a Washington D. C., donde fue recibida por el presidente Grover Cleveland en la Casa Blanca. La Infanta Isabel permaneció en Nueva York como parte de la Gran Revista Naval allí desarrollada.
Durante la guerra hispano-estadounidense, estuvo inactivo en el puerto de La Habana por reparaciones. Tras la guerra se firmó el Tratado de París, que en su artículo V señalaba: "[...] Serán propiedad de España banderas y estandartes, buques de guerra no apresados, armas portátiles, cañones de todos calibres...". Por este artículo volvió a España junto con el Conde de Venadito.
En 1900, por Decreto del 18 de mayo del Ministerio de Marina, se describió técnicamente la situación de los buques de la Armada en ese momento y se dieron de baja 25 unidades por considerarse ineficaces. Respecto al Infanta Isabel:

El Infanta Isabel, también sin valor militar alguno, es conveniente para el servicio de Canarias, Costa de Oro y posesiones de Guinea, y su conservación, mientras no haya otro de eficiencia militar, parece ineludible. [...] Art. 2.° De los buques restantes, la Numancia, la Vitoria y el Infanta Isabel serán dados de baja cuando exijan el cambio de sus calderas actuales u otras reparaciones o carenas de importancia.

Por lo que el buque continuó en activo (a diferencia de sus gemelos Conde de Venadito e Isabel II, que fueron dados de baja), desprovisto de sus tubos lanzatorpedos y reclasificado como cañonero.  
En 1902 acudió a las islas Canarias para acompañar en su retorno a los torpederos Ariete, Azor y Rayo, allí destinados desde que fueron separados de la escuadra de Cervera en 1898.  
A principios de enero de 1903, el Infanta Isabel fue enviado a Marruecos para proteger a los ciudadanos y los intereses españoles durante los disturbios allí acontecidos. El 8 de abril de 1907 formó parte de la Escuadra reunida en Cartagena con motivo de la visita del rey del Reino Unido Eduardo VII. 
Fue modernizado entre 1910 y 1911, retirándose los reductos de los costados y reemplazando su artillería por un cañón Skoda de 70 mm y 10 Nordenfelt de 57 mm en las bandas.
Los siguientes años, incluyendo los de la neutralidad de España durante la Gran Guerra, prestó servicios en las costas del golfo de Guinea, en el Sáhara y en la costa de Marruecos hasta su baja definitiva en 1926, tras 39 años de servicio en la Armada. Fue el buque más longevo de su clase.